# NGC 3010B
NGC 3010B is een spiraalvormig sterrenstelsel in het sterrenbeeld Grote Beer. Het hemelobject werd op 17 maart 1828 ontdekt door de Britse astronoom John Herschel.

## Synoniemen
- UGC 5273
- MCG 7-30-65
- ZWG 239.35
- PGC 28330